# Tramm, Herzogtum Lauenburg
Tramm là một đô thị thuộc huyện Lauenburg, trong bang Schleswig-Holstein, nước Đức. Đô thị Tramm, Herzogtum Lauenburg có diện tích 6,75 km², dân số thời điểm 31 tháng 12 năm 2006 là 337 người.